# سید محمد محقق داماد
سیّد محمّد محقّق داماد (۱۲۸۶ – ۱ اسفند ۱۳۴۷)  فقیه شیعه اهل ایران، از استادان حوزه علمیه قم و داماد عبدالکریم حائری یزدی، مؤسس حوزه علمیه قم بود.

## زندگی
سیّد محمّد محقّق داماد در سال ۱۳۲۵ق در احمدآباد اردکان به دنیا آمد. پدر وی قبل از تولد او برای زیارت به عتبات عالیات رفته و در همین سفر درگذشت. وی در شش سالگی مادرش را نیز از دست داد.

## آثار و تالیفات
آثار و تألیفات او به شرح زیر است:
- حواشی بر العروة الوثقی سید محمد کاظم یزدی (به قلم خود او)
- مباحث حج، صلوة، صوم، اعتکاف، خمس و قسمت عمده زکات وی (تقریر و تحریر از جوادی آملی)
- دورهٔ اصول وی (نوشتهٔ مکارم شیرازی)
- مبحث طهارت و دورهٔ اصول وی (تقریر و تحریر از طاهری اصفهانی)
- بحث صلوة او (تقریر و تحریر از محمد مؤمن)
- بحث حج او (تقریر و تحریر از جوادی آملی)

## درگذشت
سید محمد محقق داماد چهارشنبه ۲ ذی‌الحجه ۱۳۸۸ق بر اثر سکته قلبی پس از ۷۵ روز بیماری درگذشت و در مقبره‌ای از حرم فاطمه معصومه به خاک سپرده شد.

## یادکرد
1. ↑  زادروز او در کتاب گنجینهٔ دانشمندان، از شیخ محمد رازی، جلد ۲، صفحهٔ ۱۴۲،  سال ۱۳۲۱ (قمری) بیان شده‌است؛ ولی در پانویس مجله نور علم، مجلد ۱۷، صفحهٔ ۹۷ چنین آمده‌است: «بنا بر اظهارات یکی از نویسندگان آن مرحوم تاریخ تولد ایشان روشن نبوده و خود آن مرحوم با مقایسه به معاصرین خود بین سال ۱۳۲۳ تا ۱۳۲۵ را حدس می‌زند.» او از دوستان نزدیک و صمیمی سید احمد خوانساری بود و بعد از درگذشت سید حسین بروجردی سعی در مطرح کردن سید احمد خوانساری به عنوان مرجع اول در حوزه را داشتند.